# Athamanta aurea
Athamanta aurea là một loài thực vật có hoa trong họ Hoa tán. Loài này được (Vis.) Neilr. mô tả khoa học đầu tiên năm 1861.